# Alphonse Franck
Élie Alphonse Franck (1862-1932) est un auteur dramatique, metteur en scène et directeur de théâtre français qui a dirigé le Théâtre Apollo et le Théâtre Édouard VII.

## Biographie
Alphonse Franck est né à Strasbourg en 1862. Après des études aux lycées de Lunéville et de Nancy, il vient tout jeune à Paris, Il suit des cours au conservatoire et débute, dans le journalisme théâtral, en collaborant au Gil Blas et au Figaro. Il est secrétaire général du théâtre du Vaudeville, sous la direction d'Albert Carré et Paul Porel en 1894. Il devient directeur du Théâtre de la Tour Eiffel où il donne, en collaboration avec Gaston Arman de Caillavet, de nombreuses revues, la plus connue est Paris en l'air en  1892.
Alphonse Franck succède à Georges Bourdon et dirige le Cercle des Escholiers, en 1896-1897. Il fonde en 1898 avec Max Maurey le Théâtre des Capucines,.
En 1899, il prend la direction du Gymnase, qu'il garde jusqu'en 1919. Il met en scène des auteurs comme Alfred Capus, Maurice Donnay, Henry Bernstein, Robert de Flers et de Caillavet. Le Secret de Polichinelle, Le Retour de Jérusalem, L'Ane de Buridan, Le Détour, Mademoiselle Josette ma femme, Le Voleur sont des succès qui font à l'époque la fortune de ce théâtre. En 1909, Alphonse Franck ouvre l'Apollo et y crée les célèbres opérettes du début du siècle. Tour à tour, il y joue les œuvres de Claude Terrasse, puis : La Veuve joyeuse, Le Comte de Luxembourg, Rêve de valse, Le Soldat de chocolat, Hans le joueur de flûte. Il met en scène des spectacles donnés au théâtre des Bouffes-Parisiens pendant un an.
En 1914, Il rachète à Charles Urban un cinéma Kinémacolor  et y crée le Théâtre Edouard VII. Le premier spectacle, La Folle Nuit, de Félix Gandéra et André Mouëzy-Éon, tient l'affiche pendant deux ans. La grande époque de ce théâtre date de la présence de Sacha Guitry et Yvonne Printemps, de 1921 jusqu'en 1929 avec Je t'aime, Le Comédien, Le Grand Duc, Une petite main qui se place, L'Amour masqué, Mariette, Désiré. Il fait construire le Théâtre de l'Etoile, avenue des Champs-Élysées, qui n'eut qu'une existence éphémère.
Il s'occupe aussi de plusieurs affaires industrielles. En 1927, il devient président d'honneur de l'Association des Directeurs de Théâtre de Paris et assume la présidence effective de ce groupement, il est également président de l'association fraternelle des secrétaires généraux de théâtres et de cafés-concerts, les « Mille Regrets », membre de la Commission Supérieure de la Préfecture de police, Membre de la direction de Radio-Paris.
Il épouse Isabelle Diaz de Soria, fille du baryton Jules Diaz de Soria. Ils eurent un fils Jacques Franck et une fille Jacqueline. Le peintre Léon Comerre a réalisé vers 1890 un portrait de son épouse, avec leur fille.

## Décorations
- Officier de la Légion d'honneur, 1919[6]
- Officier de l'ordre des Palmes académiques (officier de l’instruction publique)